# Varuboden
Andelslaget Varuboden var ett finländskt kooperativt företag inom detaljhandeln i Väst- och Mellannyland, vilket sedan 1985 hade sitt säte i Kyrkslätt. 
Varuboden grundades 1921 och anslöts 1927 till SOK som regionhandelslag. Varuboden övertog på 1920-talet Helsingfors allmänna konsumtionsförenings rörelse (föreningen grundades 1889 och var fram till 1905 Helsingfors enda kooperativa sammanslutning) och fem andra andelslag och bolag i Helsingfors med närmaste omgivning. Åren 1965–1984 tillkom handelslagen i Kyrkslätt, Sjundeå, Ingå, Hangö, Pojo och Sibbo samt Andelsboden Västnyland. År 2002 förkastades planerna på ett samgående med andelslagen i Salo och Lojo. Samma år avyttrade Varuboden sina sista butiker i Helsingfors. 
Andelslaget bedrev omkring 2010 markethandel huvudsakligen med livsmedel och andra dagligvaror; butiksnätet omfattade omkring 20 Prisma-, S-market- och Saleförsäljningspunkter. Vidare hade Varuboden restauranger, järnhandlar och servicestationer samt två hälftenägda bilhandlar (i Ekenäs och Salo). Koncernomsättningen, varav största delen markethandel, uppgick 2009 till 156,3 miljoner euro och antalet anställda till 655. Varuboden fusionerades i månadsskiftet juni–juli 2011 med det Borgåbaserade Osla Handelslag, varefter bägge ingår i det nya Varuboden-Osla Handelslag.